# Stephan Horota
Stephan Horota (* 4. September 1932 in Futok, Serbien; † 5. Juni 2024 in Berlin) war ein deutscher Bildhauer. Seine zahlreichen bildhauerischen Arbeiten im öffentlichen Raum findet man in Berlin, Frankfurt (Oder), Rostock und Schwerin. Er stellte überwiegend Menschen und Tiere dar und verwendete Bronze und Stein als Materialien.

## Leben
Von 1938 bis 1944 besuchte Stephan Horota die Volksschule in Novi Sad. Nach Ende des Zweiten Weltkriegs wurde seine Familie in Kladno (Mittelböhmen) interniert und 1947 zum Rest der Familie nach Deutschland zwangsumgesiedelt. Von 1947 bis 1951 absolvierte er in Wismar eine Tischlerlehre. Es folgte anschließend ein Bildhauerstudium – erst in Wismar, später an der Fachschule für angewandte Kunst Heiligendamm und 1954 bis 1956 an der Hochschule für bildende und angewandte Kunst in Berlin-Weißensee bei Theo Balden und Heinrich Drake. Nach dem Studium arbeitete er einige Jahre in einer Holzbildhauerwerkstatt in Berlin und ab 1963 freischaffend. Er lebte in Berlin-Hohenschönhausen und war mit der Künstlerin Birgit Horota (1936–2021) verheiratet.

## Werke (Auswahl)

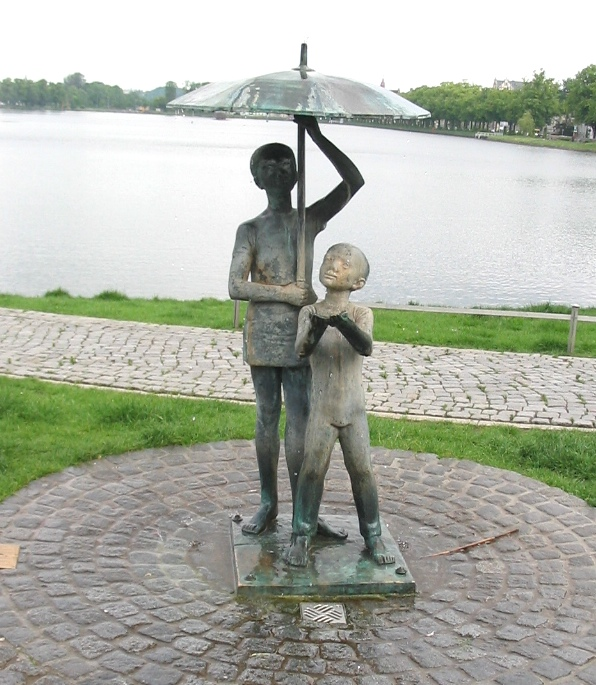
Schirmkinder Schwerin (1973)
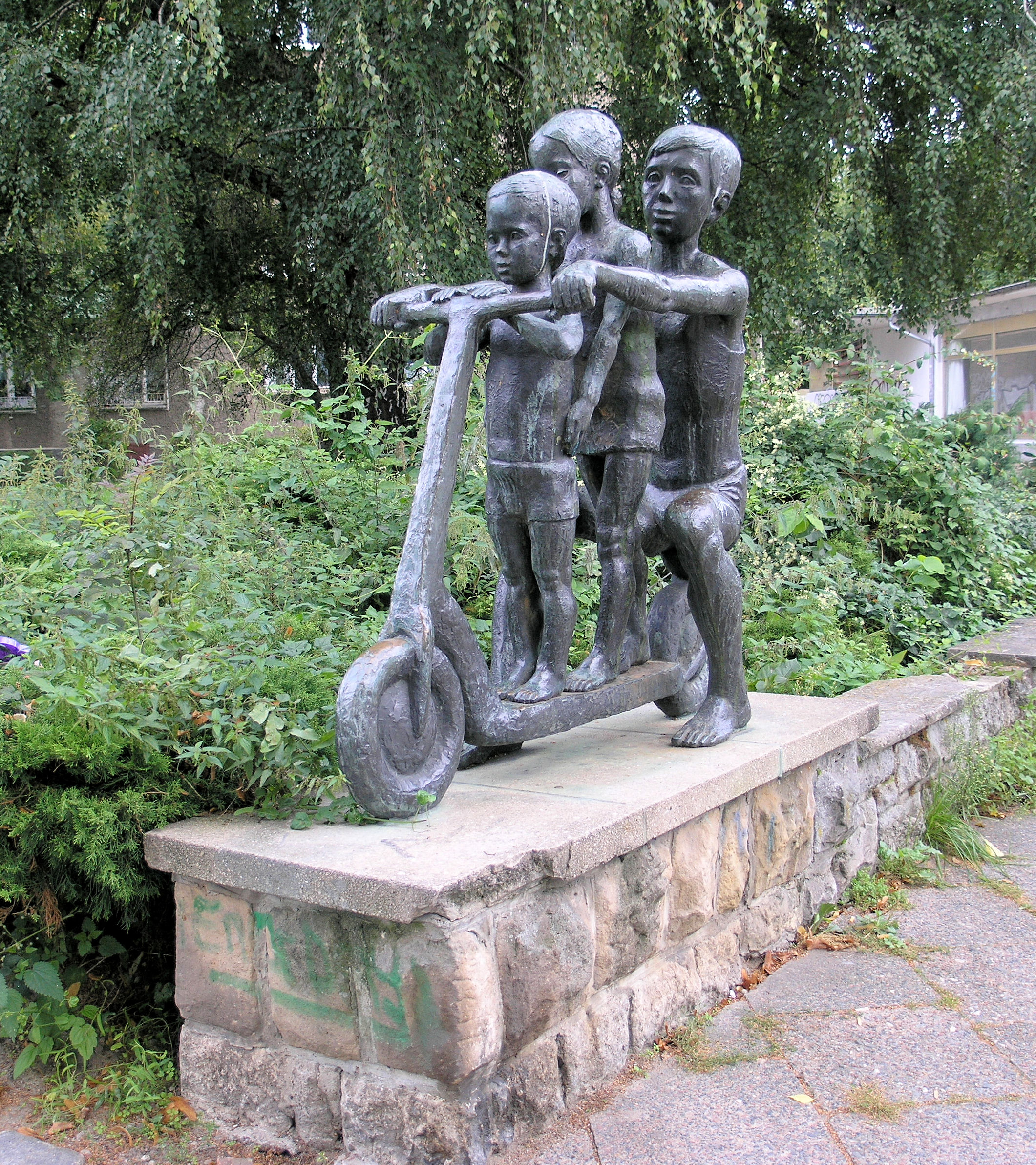
Rollerkinder Berlin-Weißensee, am Hamburger Platz (1976)
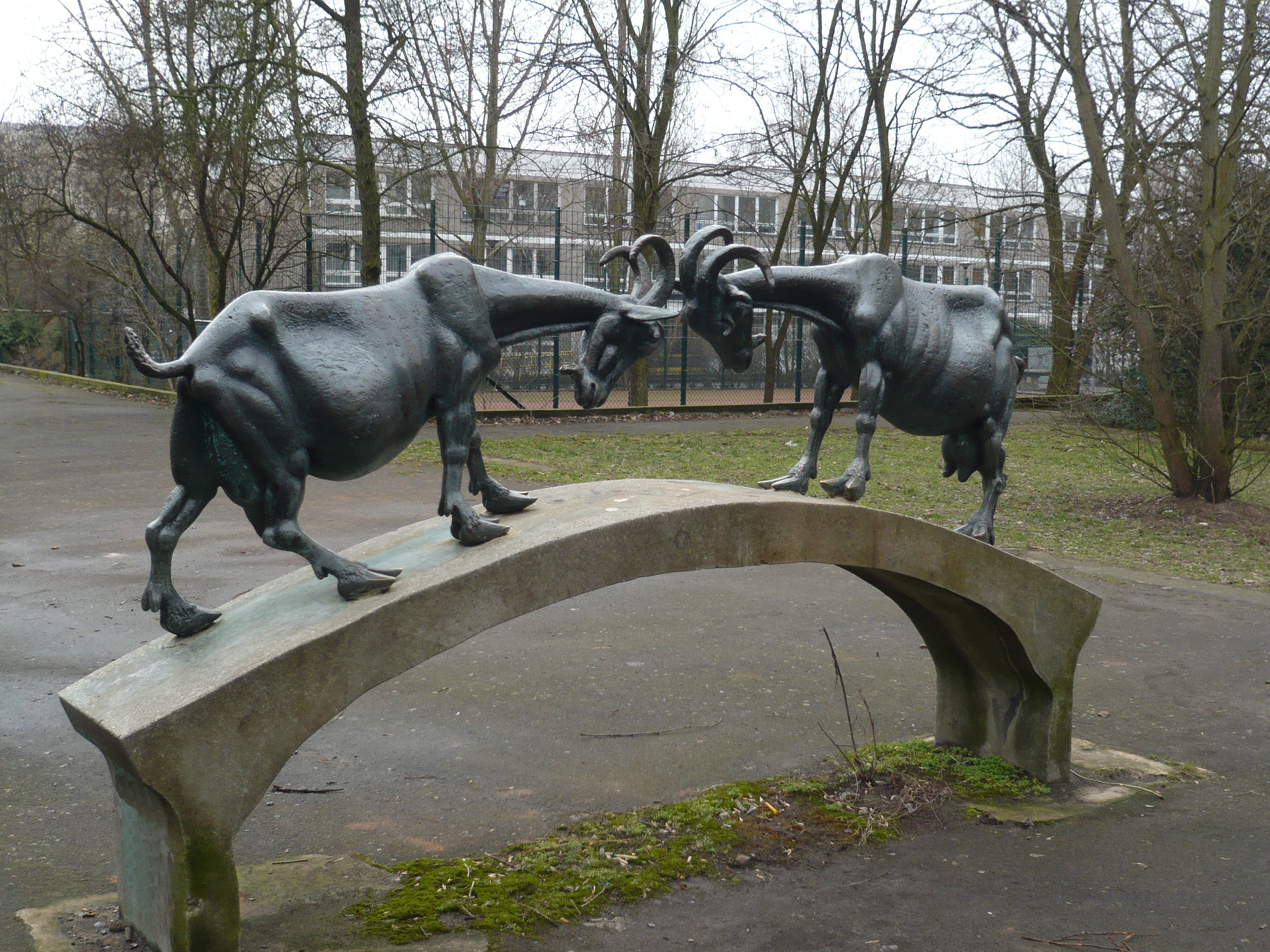
Zwei Ziegen auf einer Brücke Berlin (1977)
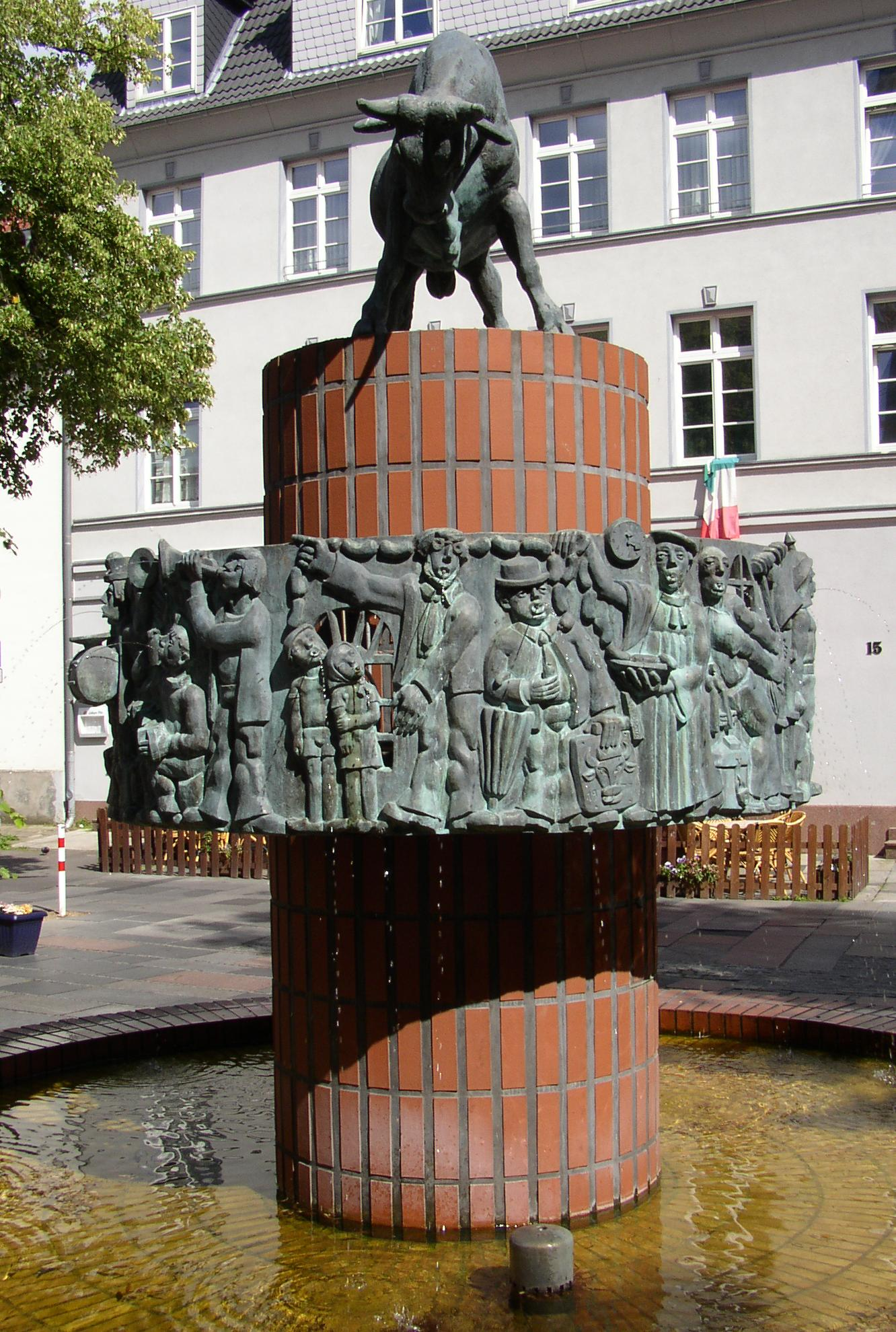
„Herrn Pastorn sin Kauh“ Schwerin (1977)
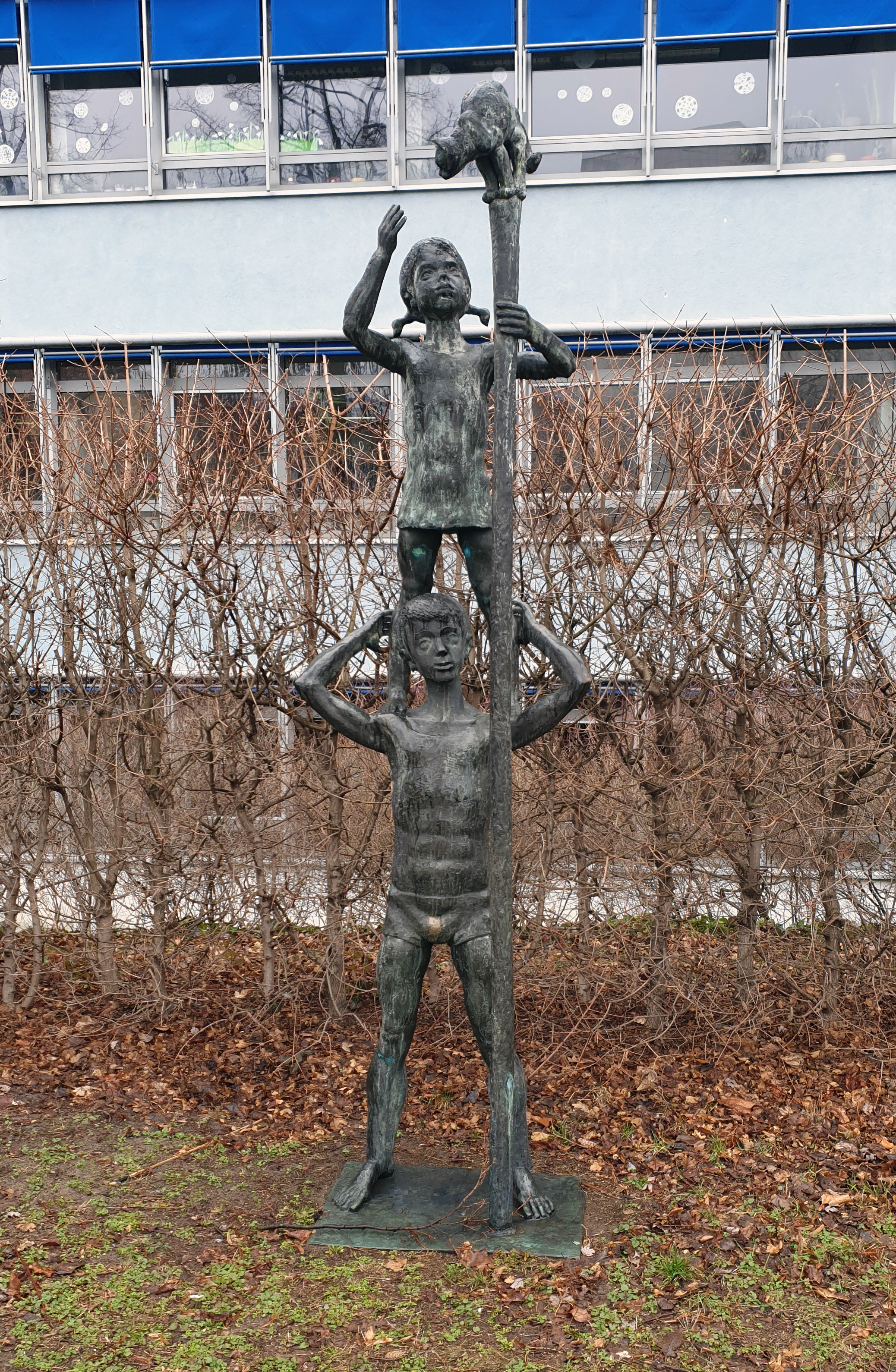
Zwei Kinder mit Katze Berlin (1978)
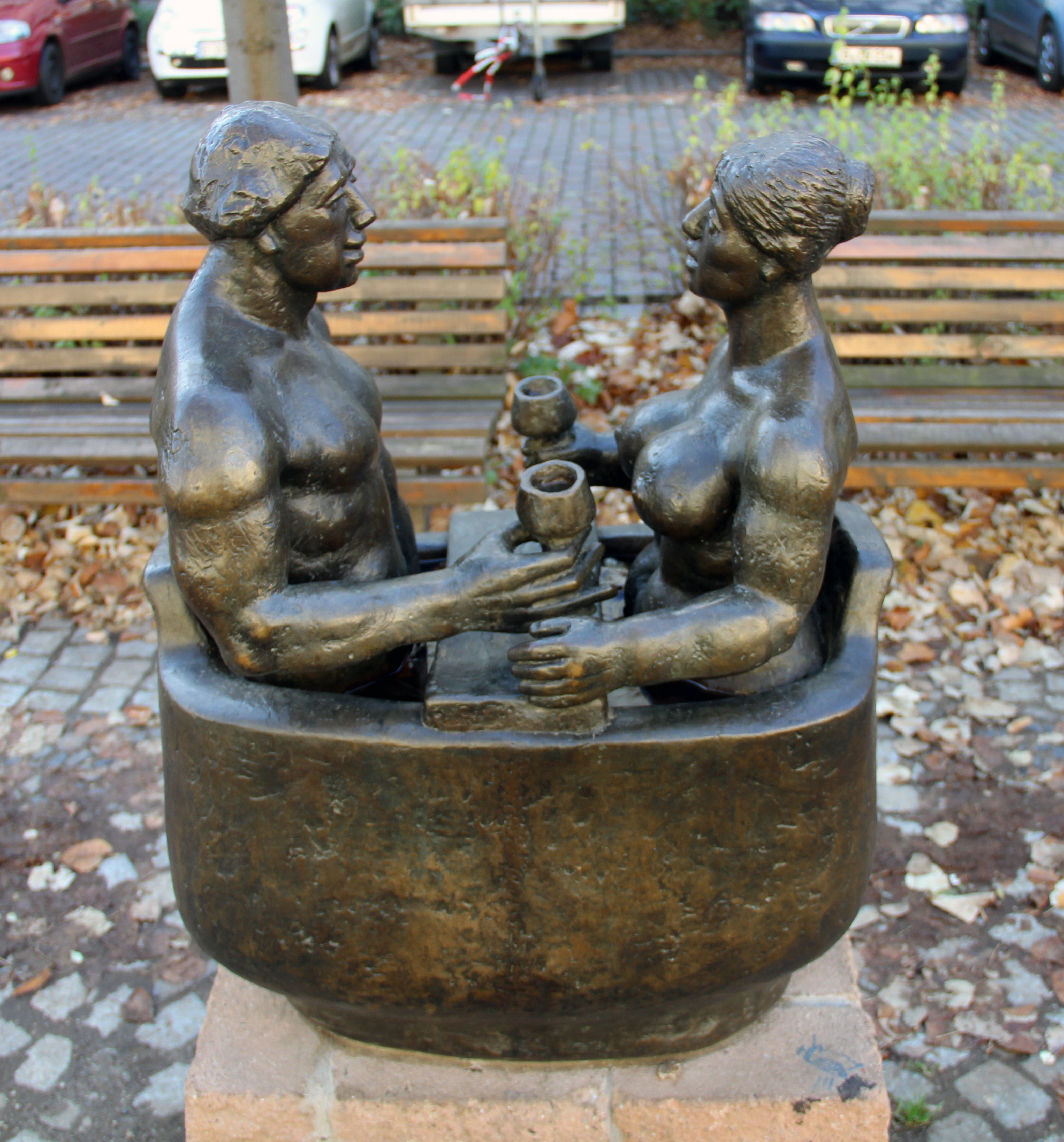
Paar in der Badewanne Berlin (1982)
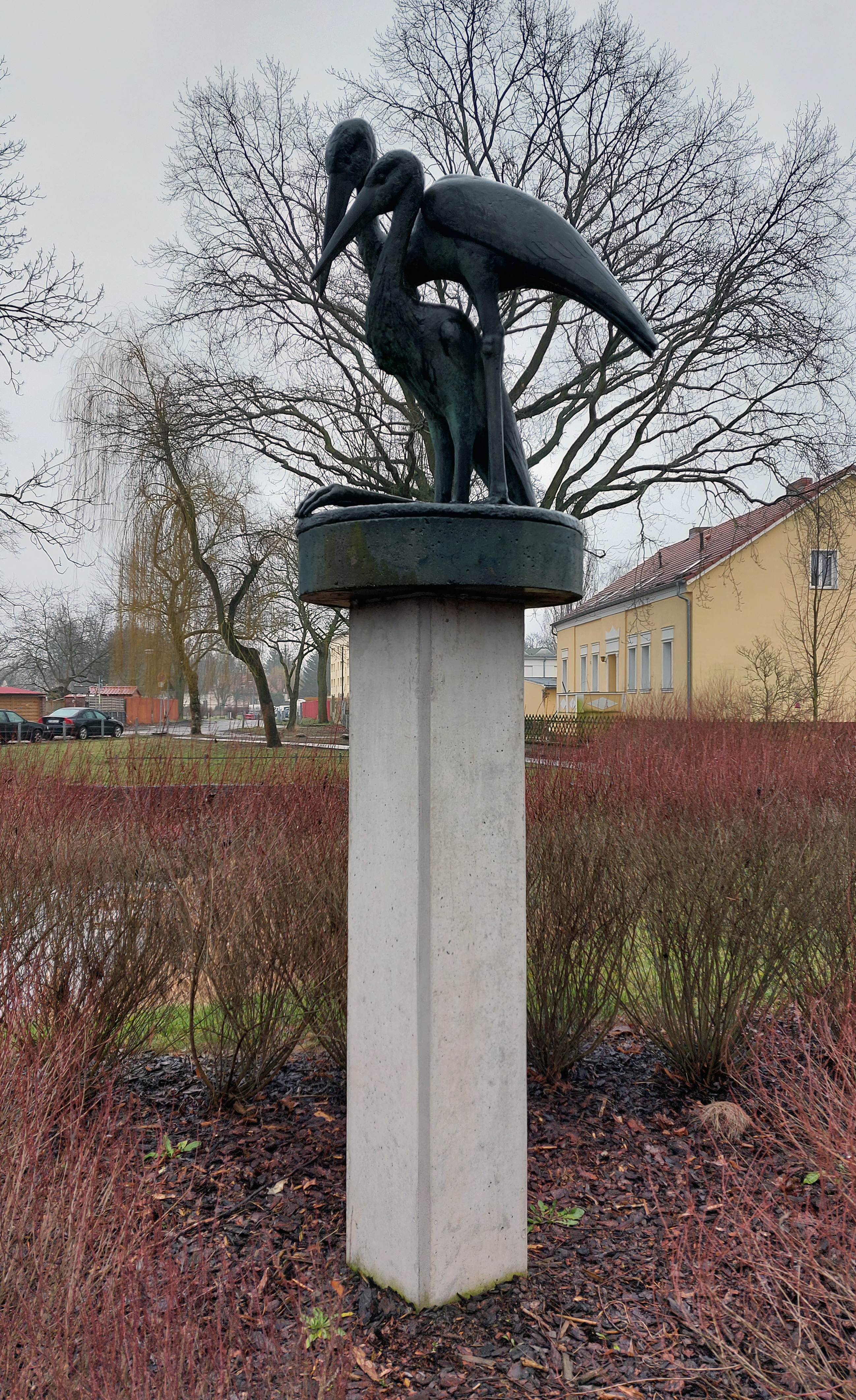
Storchenpaar Berlin (1986)
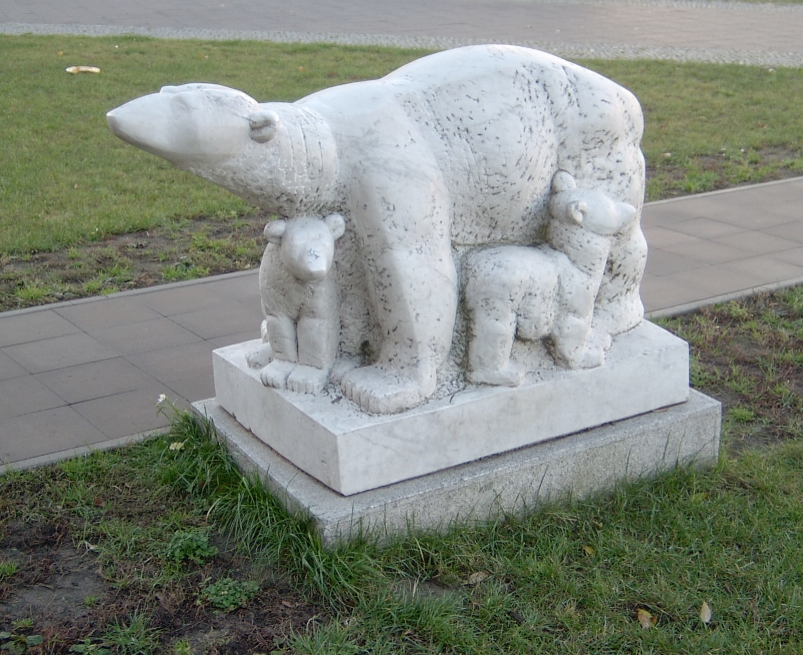
Eisbärenmutter Berlin (1988/90)

- 1960er: Fuchs, in der Rosengasse in Frankfurt (Oder) und im Tierpark Berlin
- 1965: Fuchs und Rabe (Gera, Tierpark)
- wohl vor 1966: Gretchen (Bronze)[1]
- 1966: Junger Fuchs (Bronze; Potsdam, Freundschaftsinsel)[2]
- 1967/68: Kinder unterm Regenschirm (Zweifigurengruppe; Berlin, Ecke Prenzlauer Allee/ Danziger Straße)
- 1968: Wolf und Storch (Berlin, Treptower Park, unweit des Rosengartens)
- 1970/71: Vater und Sohn im Volkspark Prenzlauer Berg (2012 gestohlen)[3]
- 1972: Fuchs (Nachguss von 1960), Volkspark Prenzlauer Berg, Berlin; 2012 gestohlen
- 1973: Schirmkinder (Schwerin, Südufer des Pfaffenteichs) (Nachguss von 1968)
- 1973: Ziege (Gera-Lusan, Kiefernstraße)
- 1975: Rollerkinder, mindestens drei Abgüsse (Schwerin, Weststadt, Johannes-Brahms-Straße); (Berlin, Pankow, Hamburger Platz); (Suhl, Stadtmitte, Platz der deutschen Einheit)
- 1976: Sieben Schwaben (Berlin-Plänterwald, Galileistraße)
- 1976: Vater mit zwei Töchtern: zwei Abgüsse; einer befindet sich in Berlin-Weißensee (Else-Jahn-Ecke Gartenstraße), der andere steht in Schwerin
- 1977: Herrn Pastorn sin Kauh, Brunnen auf dem Schlachtermarkt in Schwerin; nach einem Lied in plattdeutscher Sprache
- 1977: Zwei Ziegen auf der Brücke: zwei Abgüsse: in Berlin-Prenzlauer Berg, (Einsteinstraße / Ecke Kniprode-Straße), Erstguss in Berlin-Lichtenberg, (John-Sieg-Straße)[4]
- 1977: Orang-Utan-Kinder in Berlin-Weißensee, Solonplatz
- 1978: Kinder unterm Regenschirm (Fürstenwalde/Spree, Mühlenstraße)
- 1978: Zwei Kinder mit Katze in Berlin-Friedrichshain, (Palisadenstraße)
- 1079: Till Eulenspiegel (Berlin-Weißensee)
- 1982: Paar in der Badewanne (Berlin-Prenzlauer Berg, Metzer Straße)
- 1986/87: Spielende Bären (Berlin, Helmholtzplatz)
- 1987: Froschkönig (Berlin, Teutoburger Platz)
- 1988/90: Eisbärenmutter (Berlin, Ecke Prenzlauer Allee / Grellstraße, vor der Poliklinik)
- 1995: Giraffengruppe im Tierpark Berlin, Bronze
- um 1998: Erst kommt das Fressen, dann die Moral, Skulptur aus Marmor und Kalkstein in tierischer Symbolik, 2007 im Anton-Saefkow-Park aufgestellt, Prenzlauer Berg; Interpretation eines Zitats von Bertolt Brecht aus der Dreigroschenoper[5]
- 2005: Panzernashorn im Tierpark Berlin, Bronze
- 2007: Löwenbrunnen in Berlin-Prenzlauer Berg, Bronze

## Beteiligung an Ausstellungen
- 1958/1959, 1982/1983, 1987/1988: Dresden, Vierte Deutsche Kunstausstellung, IX. und X. Kunstausstellung der DDR
- 1966: Berlin, Neue Berliner Galerie im Alten Museum (Wir lieben das Leben)
- 1967, 1973, 1975 und 1982: Berlin, Treptower Park (Plastik und Blumen)
- 1970: Berlin, Altes Museum (Im Geiste Lenins)
- 1971: Berlin, Altes Museum (Das Antlitz der Arbeiterklasse in der bildenden Kunst der DDR)
- 1971: Linz, Neue Galerie der Stadt Linz (Berliner Bildhauer – Deutsche Demokratische Republik)
- 1975: Wanderausstellung Kleinplastik und Grafik[6]